# Thomson Allan
Thomson Allan (* 5. října 1946, Longridge) je bývalý skotský fotbalový brankář.

## Klubová kariéra
Začínal v Hibernian FC, odkud odešel na hostování v kanadském klubu Toronto City. Z Hibernian přestoupil do Dundee FC. Dále chytal na hostování za Meadowbank Thistle. Po dalších přestupu chytal postupně za Heart of Midlothian FC, Falkirk FC a East Stirlingshire FC. Ve skotské nejvyšší soutěži nastoupil ve 180 utkáních. V Poháru UEFA nastoupil ve 4 utkáních a ve Veletržním poháru nastoupil v 5 utkáních. Za reprezentaci Skotska nastoupil v roce 1974 ve 2 utkáních. Byl členem skotské reprezentace na Mistrovství světa ve fotbale 1974, ale v utkání nenastoupil.

## Ligová bilance
| Ročník                    | Zápasy | Góly | Klub                   |
| ------------------------- | ------ | ---- | ---------------------- |
| 1. skotská liga 1964/1965 | 0      | 0    | Hibernian FC           |
| 1. skotská liga 1965/1966 | 12     | 0    | Hibernian FC           |
| 1. skotská liga 1966/1967 | 30     | 0    | Hibernian FC           |
| 1. skotská liga 1967/1968 | 14     | 0    | Hibernian FC           |
| 1. skotská liga 1968/1969 | 13     | 0    | Hibernian FC           |
| 1. skotská liga 1969/1970 | 1      | 0    | Hibernian FC           |
| 1. skotská liga 1970/1971 | 0      | 0    | Dundee FC              |
| 1. skotská liga 1971/1972 | 0      | 0    | Dundee FC              |
| 1. skotská liga 1972/1973 | 29     | 0    | Dundee FC              |
| 1. skotská liga 1973/1974 | 33     | 0    | Dundee FC              |
| 1. skotská liga 1974/1975 | 34     | 0    | Dundee FC              |
| 1. skotská liga 1975/1976 | 36     | 0    | Dundee FC              |
| 2. skotská liga 1976/1977 | 10     | 0    | Dundee FC              |
| 2. skotská liga 1977/1978 | 17     | 0    | Dundee FC              |
| 3. skotská liga 1978/1979 | 2      | 0    | Meadowbank Thistle     |
| 1. skotská liga 1978/1979 | 16     | 0    | Heart of Midlothian FC |
| 2. skotská liga 1979/1980 | 8      | 0    | Heart of Midlothian FC |
| 2. skotská liga 1980/1981 | 12     | 0    | Falkirk FC             |
| 2. skotská liga 1981/1982 | 0      | 0    | Falkirk FC             |
| 3. skotská liga 1982/1983 | 1      | 0    | East Stirlingshire FC  |
| CELKEM 1. skotská liga    | 180    | 0    |                        |